# Алачевы
Ала́чевы — российский княжеский род остяцкого (хантыйского) происхождения, потомки правящей династии Кодского княжества.

## История
Род ведёт своё начало от князя Алача (Алака) — сподвижника сибирского хана Кучума в его борьбе с Ермаком. Казаками Ермака был убит князь Самара (1582) и на его место назначен знатный и богатый  князь Алач, женатый на Анастасии. Кучум в знак признания заслуг князя после битвы, в которой погиб отважный атаман, преподнёс кодскому князю, при дележе захваченной добычи, Ермаков панцирь. Князь Алача умер (до 1593) и оставил трех сыновей: князя Игичей, князя Онжа (Онша) и князя Палтыш. По смерти князя Алача, кодским властителем стал его сын — князь Игичей (в крещении Никифор). Согласно царской грамоте (18 февраля 1594), ему пожалованы волости Васпуколокъ и Колпуколь. Князь Игичей умер сравнительно молодым († 1603), и восприемником его на престоле оказался малолетний сын Михаил Игичеевич Алачев, у которого был брат князь Юрий.  Анна Пуртеева, жена князя Игичея (сына князя Алача) в 1609 во время смуты в России возглавляет неудачный заговор для восстановления независимости Коды. До 1643 года кодские князья сохраняли свои вотчинные права в обмен на обязательства «службы служити» московским государям. По Боярской книге записан, как московский дворянин князь Дмитрий Михайлович Алычев (1640). В 1642 году на князя Дмитрия Алачева донесли, что он стрелял в церковный крест. Его вызвали в Москву, отняли от него отцовские владения, дали взамен их волость Лену на реке Вычегде, близ Яренска, и велели числиться стольником при дворе. В дальнейшем упоминаются князья:  князь Никифор Юрьевич, Семён и Михаил Никифоровичи Алачевы.
Род князей Алачевых упоминался ещё в середине XVIII века (по материалам смотровых списков полков РГВИА). Потомки князя Семена Никифоровича утратили княжеский титул в конце XVIII века. Казак Илья Алачеев записан в подушный оклад. Он неоднократно хлопотал о возвращении княжеского титула предков, но его старания были безуспешны.

## Владения
Резиденцией рода был феодальный замок-город Нангакар (в русских документах — Кодский городок), стоявший на протоке Нягань. Князь проживал в нём в окружении многочисленной родни и челяди. Проведённая в 1627 перепись здешнего населения зафиксировала, что в городке тогда проживало только мужского пола дворовых людей 75 чел. Вероятно, женской прислуги у Алачевых было не меньше. В резиденции каждое лето до зимы содержалось до 20 человек добротно обученных и хорошо вооруженных людей для охраны княжеской столицы и военный арсенал. По одной из описей начала XVII века в этом арсенале были складированы, среди прочего, 40 панцирей, 4 «лука бухарских», 50 панцирных (бронебойных) стрел. Здесь же находилось и княжеское казначейство — место, где хранились драгоценности династии — серебряная посуда, шкурки соболей, чернобурки и красных лис, белок, другие дорогие по тем временам изделия. Даже повидавших всякую роскошь бывалых русских переписчиков княжьего богатства поражало обилие хранящихся в «казначействе» разнообразных видов серебряных изделий — чаш, стоп, кубков и тому подобной утвари.